# Sri City
Sri City (en télougou : శ్రీసిటీ ; en tamoul : சிறீசிட்டி) ou Satyavedu Reserve Infracity Pvt. Ltd est une ville nouvelle et une zone économique spéciale située au nord de l'aire métropolitaine de Madras ou Chennai, dans le district de Tirupati de l'État de l'Andhra Pradesh, au sud-est de l'Inde. Elle est principalement constituée d'un parc d'activité qui joue de sa proximité avec la métropole madrasienne et de sa bonne connectivité avec les grandes villes de l'Andhra Pradesh (Nellore, Guntur-Vijayawada, Rajahmundry, Visakhapatnam), située sur la route nationale NH 16 et l'axe ferroviaire Howrah-Chennai.